# Нігер на літніх Олімпійських іграх 2012
Нігер на літніх Олімпійських ігор 2012 представляли 6 спортсменів у 5 видах спорту.

## Академічне веслування
Чоловіки
| Спортсмени          | Дисципліна | Відбіркові заїзди | Відбіркові заїзди | Втішний заїзд | Втішний заїзд | Чвертьфінали | Чвертьфінали | Півфінали | Півфінали | Фінал   | Фінал |
| Спортсмени          | Дисципліна | Час               | Місце             | Час           | Місце         | Час          | Місце        | Час       | Місце     | Час     | Місце |
| ------------------- | ---------- | ----------------- | ----------------- | ------------- | ------------- | ------------ | ------------ | --------- | --------- | ------- | ----- |
| Хамаду Джибо Іссака | Одиночки   | 8:25.56           | 5                 | 8:39.66       | 4             | Н/Д          | Н/Д          | 9:07.99   | 4         | 8:53.88 | 33    |